# Parafia Matki Bożej Wspomożenia Wiernych w Sądowej Wiszni
Parafia Matki Bożej Wspomożenia Wiernych w Sądowej Wiszni − parafia rzymskokatolicka znajdująca się w archidiecezji lwowskiej w dekanacie Mościska.